# Municipio Morochata
Das Municipio Morochata ist ein Verwaltungsbezirk im Departamento Cochabamba im südamerikanischen Anden-Staat Bolivien.

## Lage im Nahraum
Das Municipio Morochata ist eines von drei (bis 2009: zwei) Municipios der Provinz Ayopaya. Es grenzt im Westen an das Departamento La Paz, im Südwesten an das Municipio Ayopaya, im Süden an die Provinz Tapacarí, im Südosten an die Provinz Quillacollo und im Osten an das Municipio Cocapata.
Der zentrale Ort des Municipios ist Morochata mit 584 Einwohnern im südlichen Teil des Municipios. (Volkszählung 2012)

## Geographie
Das Municipio Morochata liegt zwischen der Cordillera Mazo Cruz und der Cordillera del Tunari, einem nordwestlichen Teilabschnitt der Cordillera Oriental. Das Klima ist ein typisches Tageszeitenklima, bei dem die Temperaturschwankungen zwischen Tag und Nacht deutlicher ausfallen als zwischen den Jahreszeiten.
Die Jahresdurchschnittstemperatur der Region liegt bei knapp 15 °C (siehe Klimadiagramm Independencia) und schwankt im Jahresverlauf zwischen 11 °C im Juni/Juli und 17 °C im November/Dezember. Der jährliche Niederschlag liegt bei etwa 750 mm, wobei einer Trockenzeit von Mai bis August mit Monatsniederschlägen unter 20 mm eine ausgeprägte Feuchtezeit gegenübersteht, in der von Dezember bis März die Monatswerte deutlich über 100 mm hinausgehen.

## Bevölkerung
Die Einwohnerzahl ist zwischen 1992 und 2024 nur wenig angestiegen:
| Jahr | Einwohner | Quelle       |
| ---- | --------- | ------------ |
| 1992 | 26.049    | Volkszählung |
| 2001 | 34.134    | Volkszählung |
| 2012 | 26.049    | Volkszählung |
| 2024 | 14.598    | Volkszählung |

Die Bevölkerungsdichte des Municipios Morochata bei der letzten Volkszählung von 2024 betrug 1,9 Einwohner/km², der Anteil der städtischen Bevölkerung ist 0,0 Prozent. Die Lebenserwartung der Neugeborenen lag im Jahr 2001 bei 56,0 Jahren.
Der Alphabetisierungsgrad im Municipio Morochata bei den über 19-Jährigen beträgt 64,4 Prozent, und zwar 78,9 Prozent bei Männern und 50,0 Prozent bei Frauen (2001).

## Politik
Ergebnis der Regionalwahlen (concejales del municipio) vom 4. April 2010:
| Wahl- berechtigte |  | Wahl- beteiligung | gültige Stimmen |  | MAS-IPSP |
| ----------------- |  | ----------------- | --------------- |  | -------- |
| 6.225             |  | 5.420             | 4.158           |  | 4.158    |
|                   |  | 87,1 %            | 76,7 %          |  | 100,0 %  |

Ergebnis der Regionalwahlen (elecciones de autoridades políticas) vom 7. März 2021:
| Wahl- berechtigte |  | Wahl- beteiligung | gültige Stimmen |  | MAS-IPSP | SOMOS  | SÚMATE | FPV    | UNIDOS.CBBA | MTS    |
| ----------------- |  | ----------------- | --------------- |  | -------- | ------ | ------ | ------ | ----------- | ------ |
| 6.906             |  | 6.015             | 5.114           |  | 4.752    | 143    | 67     | 52     | 36          | 28     |
|                   |  | 87,10 %           | 85,02 %         |  | 92,82 %  | 2,80 % | 1,31 % | 1,02 % | 0,70 %      | 0,55 % |

## Gliederung
Das Municipio Morochata untergliedert sich bei der Volkszählung 2012 in die folgenden sechs Kantone (cantones):
- 03-0302-01 Kanton Morochata – 59 Gemeinden – 6.281 Einwohner
- 03-0302-03 Kanton Choro – 4 Gemeinden – 724 Einwohner
- 03-0302-04 Kanton Punacachi – 14 Gemeinden – 2.047 Einwohner
- 03-0302-05 Kanton Chinchiri – 1 Gemeinde – 958 Einwohner
- 03-0302-07 Kanton Pucarani – 5 Gemeinden – 610 Einwohner
- 03-0302-08 Kanton Yayani – 22 Gemeinden – 2.664 Einwohner

## Ortschaften im Municipio Morochata
- Kanton Morochata
  - Morochata 584 Einw. – San Isidro 577 Einw. – Totorani 407 Einw. – Pata Morochata 344 Einw. – Piusilla 298 Einw. – Cochi Pampa 255 Einw. – Chivi Rancho 227 Einw.

- Kanton Choro
  - Choro 487 Einw.

- Kanton Punacachi
  - Kiri Kiri 395 Einw. – Punacachi 167 Einw.

- Kanton Chinchiri
  - Chinchiri 958 Einw.

- Kanton Pucarani
  - Pucarani Grande 150 Einw.

- Kanton Yayani
  - Yayani Alto 325 Einw.